# Daily Banglar Bani
Daily Banglar Bani était un journal national bangladais publié en bengali,,. Banglar Bani avait une idéologie laïque et était pro-Bangladesh Awami League. L'un des rédacteurs du journal était Shahriyar Kabir.

## Histoire
Le Daily Banglar Bani a été publié en 1969 par Hafiz Hafizur Rahman et Sheikh Fazlul Haque Mani. Pendant la guerre de libération du Bangladesh en 1971, le Daily Banglar Bani a été publié à partir de Calcutta. Le journal a été fondé par Sheikh Fazlul Haque Mani, un homme politique de la Ligue Awami du Bangladesh et neveu du président Sheikh Mujibur Rahman. Après l'indépendance du Bangladesh, Banglar Bani a commencé à paraître à Dacca le 21 février 1972. Le journal a reçu le plus grand nombre de publicités gouvernementales lorsque le gouvernement de la Ligue Awami du Bangladesh était au pouvoir. Sheikh Mani était un rival de Tajuddin Ahmad et écrirait des éditoriaux contre lui dans le journal. Le journal a été interdit en février 1987 par le gouvernement du général Hossain Mohammad Ershad pour avoir accusé le gouvernement de fournir des armes aux milices,. Dans les années 1990, les fondamentalistes islamiques ont demandé la fermeture du journal.